# Il Giornale di Calabria
Il Giornale di Calabria è un quotidiano calabrese.

## Storia
Fondato a Catanzaro nel 1962, fu il primo quotidiano calabrese ad approdare in rete nel 2000.
Il quotidiano è edito in un'unica edizione che raccoglie le notizie provenienti da tutte le province calabresi; sul sito del quotidiano viene pubblicata una versione in pdf del giornale, in anteprima rispetto alla versione cartacea.
Nel 2005 il sito ad esso collegato ha avuto un media di 2.700.000 contatti mensili.